# Wrote a Song for Everyone
Wrote a song for everyone är ett musikalbum av John Fogerty från 2013

## Låtlista
Alla låtar är skrivna av John Fogerty.
| Nr  | Titel                                                                    | Längd |
| --- | ------------------------------------------------------------------------ | ----- |
| 1.  | Fortunate Son (med Foo Fighters)                                         | 3:29  |
| 2.  | Almost Saturday Night (med Keith Urban)                                  | 3:17  |
| 3.  | Lodi (med Shane Fogerty och Tyler Fogerty)                               | 4:19  |
| 4.  | Mystic Highway                                                           | 6:04  |
| 5.  | Wrote a Song For Everyone (med Miranda Lambert och Tom Morello)          | 4:01  |
| 6.  | Bad Moon Rising (med Zac Brown Band)                                     | 2:54  |
| 7.  | Long as I Can See the Light (med My Morning Jacket)                      | 4:49  |
| 8.  | Born on the Bayou (med Kid Rock)                                         | 4:46  |
| 9.  | Train of Fools                                                           | 4:40  |
| 10. | Someday Never Comes (med Dawes)                                          | 5:16  |
| 11. | Who'll Stop the Rain (med Bob Seger)                                     | 3:11  |
| 12. | Hot Rod Heart (med Brad Paisley)                                         | 4:59  |
| 13. | Have You Ever Seen the Rain? (med Alan Jackson)                          | 3:17  |
| 14. | Proud Mary (med Jennifer Hudson, Allen Toussaint och Rebirth Brass Band) | 4:25  |